# Глик, Камиль
Камиль Яцек Глик (пол. Kamil Jacek Glik; род. 3 февраля 1988, Ястшембе-Здруй) — польский футболист, защитник клуба «Краковия». Выступал за сборную Польши. Также имеет паспорт гражданина Германии, в котором записан как Камиль Глюк (нем. Kamil Glück).

## Карьера
Камиль Глик в юношеском возрасте выступал за несколько польских команд. В 2005 году он уехал в Испанию, присоединившись к клубу «Орадада». Через два сезона футболист перешёл в мадридский «Реал», в котором играл за третью команду клуба, проведя 18 встреч. 6 августа 2008 года Глик вернулся в Польшу, подписав 4-летний контракт с клубом «Пяст». 30 августа он дебютировал в составе команды, выйдя на замену. Со следующего матча Камиль стал игроком стартового состава «Пяста», где провёл два сезона, особо отличившись на второй год в клубе.
7 июля 2010 года Глик перешёл в итальянский клуб «Палермо», подписав контракт на 5 лет. 19 августа Камиль дебютировал в составе команды в матче Лиги Европы с «Марибором», завершившегося победой «росанеро» 3:0. За клуб игрок провёл 4 матча.
28 декабря 2010 года Глик был арендован клубом «Бари». В июле 2011 года «Палермо» договорилось с «Торино» о совместном владении прав на польского футболиста., где играл до 2016 года.
4 июля 2016 года Глик был продан «Монако» за 11 миллионов евро плюс 4 миллиона евро в виде бонусов, подписав четырехлетний контракт. В официальном заявлении на веб-сайте «Торино» клуб заявил: «Это были пять замечательных лет, напряженных, полных эмоций и взаимного удовлетворения. Президент Кайро и весь футбольный клуб „Торино“ приветствуют Глика с большой любовью и желают ему всего наилучшего в его карьере». Во встрече группы E Лиги чемпионов с «Байером» из Леверкузена, которая состоялась 27 сентября 2016 года, уже в добавленное время Глик забил ударом из-за пределов штрафной, позволив «Монако» вырвать домашнюю ничью 1:1. Это был первый и единственный удар монегасков в створ ворот в матче. Глик сыграл важную роль в «Монако», оформив титул чемпиона Франции в сезоне 2016/2017 с 36 играми и 6 голами.
11 августа 2020 года «Беневенто» объявил о подписании трехлетнего контракта с Гликом.

## Международная карьера
Международную карьеру Камиль начал со сборной Польши до 17 лет. Затем он выступал за молодёжную команду страны. 20 января 2010 года Камиль дебютировал в составе первой сборной в игре с Таиландом и в том же матче забил гол, его команда победила 3:1. Первый официальный матч, в котором он играл был 3 марта против Болгарии. Польша выиграла 2:0.

## Личная жизнь
Дед Камиля Глика, Энкель, был жителем Верхней Силезии и гражданином Германии, который воевал во время Второй мировой войны как солдат Вермахта. После войны он остался на территории, которая впоследствии стала Польшей. Таким образом, Глик имеет гражданство Германии в дополнение к гражданству Польши. В его немецких документах его фамилия записана в оригинальном немецком варианте Glück. Несмотря на это, Глик неоднократно заявлял, что не чувствует никакой связи с Германией и считает себя на 100 % поляком. У него есть дочь Виктория и его жена Марта, с которой он был знаком с начальной школы.

## Статистика
| Сезон     | Клуб          | Лига        | Чемпионат | Чемпионат | Кубок | Кубок | Кубок Лиги | Кубок Лиги | Суперкубок | Суперкубок | Еврокубки | Еврокубки | Еврокубки | Всего | Всего |
| Сезон     | Клуб          | Лига        | Игры      | Голы      | Игры  | Голы  | Игры       | Голы       | Игры       | Голы       | Турнир    | Игры      | Голы      | Игры  | Голы  |
| --------- | ------------- | ----------- | --------- | --------- | ----- | ----- | ---------- | ---------- | ---------- | ---------- | --------- | --------- | --------- | ----- | ----- |
| 2007/2008 | Реал Мадрид C | Терсера     | 18        | 0         | —     | —     | —          | —          | —          | —          | —         | —         | —         | 18    | 0     |
| 2008/2009 | Пяст          | Экстракласа | 26        | 0         | 6     | 0     | —          | —          | —          | —          | —         | —         | —         | 27    | 0     |
| 2009/2010 | Пяст          | Экстракласа | 28        | 2         | 1     | 0     | —          | —          | —          | —          | —         | —         | —         | 29    | 2     |
| 2010/2011 | Палермо       | Серия А     | 0         | 0         | 0     | 0     | —          | —          | —          | —          | ЛЕ        | 4         | 0         | 4     | 0     |
| 2010/2011 | Бари          | Серия А     | 16        | 0         | 1     | 0     | —          | —          | —          | —          | —         | —         | —         | 17    | 0     |
| 2011/2012 | Торино        | Серия В     | 23        | 2         | 1     | 0     | —          | —          | —          | —          | —         | —         | —         | 24    | 2     |
| 2012/2013 | Торино        | Серия А     | 32        | 1         | 1     | 0     | —          | —          | —          | —          | —         | —         | —         | 33    | 1     |
| 2013/2014 | Торино        | Серия А     | 34        | 2         | 1     | 0     | —          | —          | —          | —          | —         | —         | —         | 35    | 2     |
| 2014/2015 | Торино        | Серия А     | 32        | 7         | 1     | 0     | —          | —          | —          | —          | ЛЕ        | 11        | 1         | 44    | 8     |
| 2015/2016 | Торино        | Серия А     | 33        | 0         | 2     | 0     | —          | —          | —          | —          | —         | —         | —         | 35    | 0     |
| 2016/2017 | Монако        | Лига 1      | 36        | 6         | 4     | 1     | 3          | 0          | —          | —          | ЛЧ        | 13        | 1         | 53    | 8     |
| 2017/2018 | Монако        | Лига 1      | 36        | 3         | 5     | 0     | 4          | 0          | 1          | 0          | ЛЧ        | 6         | 1         | 48    | 4     |
| 2018/2019 | Монако        | Лига 1      | 33        | 1         | 3     | 0     | 2          | 0          | 1          | 0          | ЛЧ        | 5         | 0         | 42    | 1     |
| 2019/2020 | Монако        | Лига 1      | 23        | 1         | 1     | 0     | —          | —          | —          | —          | —         | —         | —         | 24    | 1     |
| 2020/2021 | Беневенто     | Серия А     | 20        | 0         | 1     | 0     | —          | —          | —          | —          | —         | —         | —         | 21    | 0     |

## Достижение

### Командные
«Монако»
- Чемпион Франции: 2016/2017

### Личные
- Член символической сборной чемпионата Франции: 2016/2017